# Королівське товариство охорони природи
Королівське товариство охорони природи (RSCN) (الجمعية الملكية لحماية الطبيعة) є незалежною добровільною організацією, яка займається збереженням природних ресурсів округу Йорданія; вона була заснована в 1966 році з королем Хусейном як почесним президентом.
RSCN має місію захисту та управління природними ресурсами Йорданії, оскільки вона відповідає за захист дикої природи та диких місць і є однією з небагатьох добровільних організацій на Близькому Сході з таким мандатом на державну службу.
Основними видами діяльності організації є:
- Створення заповідних територій для збереження найкращої дикої природи та мальовничих територій.
- Розведення зникаючих видів, щоб врятувати їх від вимирання.
- Забезпечення виконання державних законів щодо захисту дикої природи та контролю за незаконним полюванням.
- Підвищення обізнаності в екологічних питаннях через освітні програми.
- Соціально-економічний розвиток сільських громад.
- Сприяння раціональному використанню природних ресурсів.

Організація досягла ряду важливих досягнень, включаючи розведення в неволі та реінтродукцію в дику природу аравійського орикса, газелі та козла. Вона також створила десять заповідних територій у Йорданії, що охоплюють понад 4656 квадратних кілометрів. Ці заповідні території включають одні з найкращих природних ландшафтів країни:
| Заповідник                      | Розмір                     | Дата заснування |
| ------------------------------- | -------------------------- | --------------- |
| Заповідник Шаумарі              | 21 квадратний кілометр     | 1975 рік        |
| Водно-болотний заповідник Азрак | 74 квадратних кілометри    | 1978 рік        |
| Біосферний заповідник Муджиб    | 212 квадратних кілометрів  | 1985 рік        |
| Лісовий заповідник Аджлун       | 13 квадратних кілометрів   | 1987 рік        |
| Біосферний заповідник Дана      | 300 квадратних кілометрів  | 1989 рік        |
| Лісовий заповідник Діббін       | 8,2 квадратних кілометрів  | 2004 рік        |
| Ярмукський лісовий заповідник   | 21 квадратний кілометр     | 2010 рік        |
| Природний заповідник Фіфа       | 23,2 квадратних кілометрів | 2011 рік        |
| Природний заповідник Бурку      | 2982 квадратних кілометрів | 2018 рік        |
| Природний заповідник Дахек      | 265 квадратних кілометрів  | 2018 рік        |

## Дикий Йорданія
Дика Йорданія була створена в Аммані як фірмовий підрозділ Королівського товариства охорони природи для розробки та впровадження програм і практик екотуризму в збережених місцях з метою сприяння соціально-економічному добробуту місцевих громад, які оточують певні природні заповідники. Її головна мета — «розвивати життєздатний бізнес, заснований на природі, в межах і навколо охоронюваних територій RSCN, щоб принести відчутні економічні та соціальні переваги місцевим громадам і отримати фінансову, політичну та громадську підтримку для збереження природи в усьому Королівстві». Дика Йорданія демонструє всі продукти місцевих громад, залучених до екотуризму, такі як срібні прикраси ручної роботи, органічні джеми та фруктові шкіри, фарбовані страусині яйця, оброблені піскоструминним способом рами, екологічні настільні ігри, натуральні оливкові олії та коробки з козячої шкіри, як це сприяє збільшенню продажів. Вона відповідає за стягнення плати за вхід до всіх заповідників і місць, а також за спрямування доходів від цих зборів, а також від туризму та ремесел на підтримку місцевого населення та програм збереження. Вона також побудувала Food Café та Internet Café, щоб збільшити продажі, оскільки дохід цих двох кафе використовується безпосередньо для допомоги місцевим громадам. Центр Дика Йорданія, розташований в Аммані, фінансував USAID. RSCN має 100 % місцеву політику зайнятості в усіх своїх охоронюваних територіях, в результаті чого екотуризм безпосередньо підтримує понад 160 000 сімей по всій Йорданії. Позиція Дикій Йорданії в RSCN дозволяє контролювати екотуризм через управління програмами отримання прибутку, які базуються на місцевих продуктах і навичках. Її успіх у зв'язку збереження природи з розвитком сільської місцевості через працевлаштування місцевих жителів і просування місцевих товарів пояснюється його «організованою бізнес-стратегією та взаємодією з приватним сектором». Екологічне підприємництво, яким займається Дика Йорданія, дозволило RSCN отримати більш популярну підтримку в охороні природи, зменшити потребу у фінансовій підтримці з боку уряду та стати лідером сталого розвитку. У 2010 році Дика Йорданія отримала престижну нагороду Guardian — Observer «Ethical Travel Award», яка присуджується за видатну роботу у сфері відповідального туризму.

## Фейнан Еколодж
Feynan Ecolodge був побудований у 2005 році відомим архітектором Аммаром Хаммашем у Ваді Фейнан на західній околиці біосферного заповідника Дана, єдиного заповідника, який включає чотири різні біогеографічні зони країни: Середземноморську, Ірано-Туранську, Сахарську Аравію та Судан. Фейнан Еколодж належить Королівському товариству охорони природи і є першим у своєму роді в Йорданії.

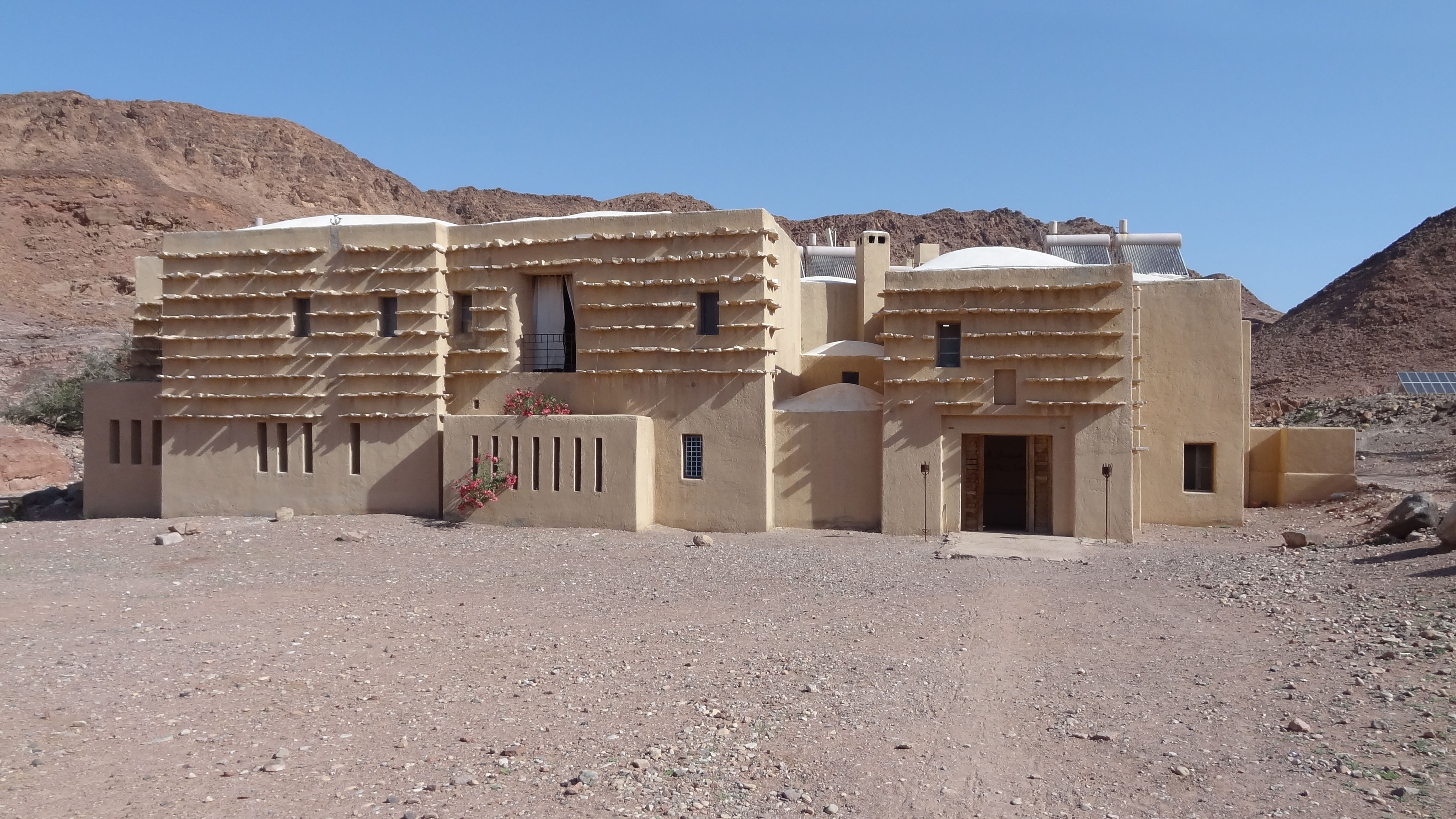
Фейнан Еко Лодж

Feynan Ecolodge був розроблений, щоб забезпечити економічні можливості для місцевих громад і отримати дохід для збереження диких місць Йорданії. Він також був розроблений, щоб забезпечити стійку альтернативу відкритому видобутку міді, оскільки Ваді Фейнан історично був одним із головних центрів видобутку міді у світі, а видобуток міді у Фейнані більше не є економічно життєздатним і є катастрофічним для навколишнього середовища. Садиба складається із 26 кімнат, у яких можуть розміститися 60 осіб. Він був побудований у формі старовинного караван-сараю. Електроенергія виробляється за допомогою сонячних панелей, які використовуються лише в приймальні, ванних кімнатах та кухні. Інша частина будівлі освітлена свічками, виготовленими вручну. Джерелом води для садиби є місцеві джерела. Вегетаріанська їжа подається тільки та готується з продуктів, куплених протягом 40 років км радіуса будиночка. Алкоголь заборонено з огляду на культурну чутливість. У Feynan Ecolodge працюють виключно місцеві жителі. Крім того, Фейнан наймає місцевих жінок, що незвично, особливо в сільській місцевості Йорданії. Feynan Ecolodge працює в районі, де мало робочих місць і бідність є проблемою, з якою стикається громада. Він безпосередньо приносить користь понад 80 родинам у місцевій бедуїнській громаді, що дорівнює приблизно 400 людям. Місцеві жителі та бедуїни включають культуру в будиночок, представляючи свій спосіб життя та забезпечуючи справжнє культурне спілкування. Ум Халід — жінка-бедуїнка, яка щодня випікає весь свіжий хліб Фейнана. Feynan Lodge вважається «емблемою природоохоронного походу Йорданії та серцем сталого туризму в Дані».
У вересні 2009 року компанія EcoHotels взяла на себе управління та експлуатацію лоджу. EcoHotels — це приватна йорданська стартап-компанія, що базується в Аммані; вона була визнана на міжнародному рівні AllWorld Network у 2011 і 2012 роках і була названа однією з 500 компаній Arabia у 2012 році. EcoHotels управляє еколоджем в рамках унікального партнерства приватного сектору/НУО з RSCN, домовленості, яку сприяло USAID. Це партнерство дозволяє RSCN, уповноваженим урядом, керувати природними заповідниками Йорданії та зосереджуватися на роботі з охорони природи. У той же час EcoHotels зосереджується на розвитку туризму та екологічному досвіді гостей. З того часу, як компанія EcoHotels перейняла управління, кількість відвідувачів зросла на 130 % за перші 18 місяців роботи. Еко-лодж Wadi Feynan зараз працює з 80-відсотковою заповненістю в сезон. Засновник EcoHotels Набіл Таразі, колишній генеральний директор компанії в технологічному секторі Лондона, заявив: «Feynan було перетворено, щоб запропонувати безліч нових вражень, його вплив на навколишнє середовище зменшився, кількість персоналу подвоїлася; це принесло користь більшій кількості сімей у місцева громада, і лоджа отримала велике визнання в міжнародних ЗМІ». Діяльність з екотуризму в районі Дана-Фейнмана принесла близько 565 000 доларів доходу. Таразі пояснює успіх Фейнана моделлю екотуризму, яка «генерує прибуток, а також покращує територію навколо». Частина доходу Фейнана витрачається на збереження біосферного заповідника Дана, яким керує Королівське товариство охорони природи. У 2013 році понад 50 % сплати гостей залишалося в місцевій громаді. Журнал National Geographic Traveler вибрав Feynan Ecolodge одним із найкращих «двадцяти п'яти місць для ночівлі в дикій природі», ставши лише одним із п'яти лоджів у світі, які потрапили до списку як у 2009, так і у 2013 роках. Оголошений журналом National Geographic Adventure одним із п'ятдесяти найкращих екологічних котеджів у світі, еколодж Feynan, який працює на сонячних батареях, пропонує найрозвиненіший екологічний досвід у Йорданії; досвід, який став можливим завдяки унікальному партнерству між EcoHotels і Королівським товариством охорони природи. Відвідувачі мають можливість відвідати місцеві бедуїнські родини, багато з яких працюють у лоджі.

## Збереження землі
Захист природного біорізноманіття в Йорданії є видатним заходом, який здійснює Nature Guides. Один із способів, як Йорданія намагається зберегти свій ландшафт, це правила полювання, які захищають зникаючі види та тварин від незаконного браконьєрства. Наприклад, у природному заповіднику Ярмук наголошується на охороні листяних дубів, які становлять 85 % дерев у Йорданії. У заповіднику Ярмук також є гарячі та холодні джерела, які, якщо їх не регулюватимуть природоохоронці, можуть бути знищені або забруднені туристами.

## Обмеження
Королівське товариство охорони природи (RSCN) успішно реінтродукує види та відновлює ландшафти по всій Йорданії. Із 2013 року місцеві громади Йорданії чинили спротив біля заповідних місць. Навколишні громади «очікують негайного задоволення» від намірів RSCN щодо збереження земель та правил полювання. Місцеві жителі Джабаль-Масуди мали враження, що їхню землю перетворять на природний заповідник. Так само Карак, Петра, Тафіле та Акаба постраждали від обмеження RSCN щодо дозволу їхнім громадам вирубувати деревину та випасати тварин. Опір місцевих громад виникає через обмеження їх землекористування та прав на отримання економічних вигод.

### Конфлікти з RSCN
Багато експертів знайшли недоліки в моделі RSCN. За словами Джеральдін Шателард, соціального антрополога та історика сучасного Близького Сходу, у випадку Ваді Рам і, точніше, роботи RSCN, вона стверджує, що «хоча були докладені зусилля, щоб отримати підтримку корінних бедуїнів і залучити їх у проекті [Dana Biosphere Project] участь місцевої громади вкрай обмежена, а опозиція широко поширена». Інциденти з місцевими громадами включають використання транспортних засобів 4x4 для порушення огорожі заповідника, таким чином дозволяючи доступ тваринам, які пасуться. Звинувачення в тому, що заповідники забрали «найкращу землю», є результатом послідовності багатих травами спільнот, які відновлюють місця існування, які раніше були надмірно випасаними. Досліджуючи різноманітний характер проблем і можливостей, з якими можуть зіткнутися НУО в контексті національного поштовху до економічного розвитку, Лорі Бренд демонструє, що проекти, пов'язані з туризмом у Ваді Рам, започатковані RSCN, були неефективними та не сприяли місцевому розвитку життя бедуїнів. Бранд стверджує: «Центральною місією RSCN, принаймні спочатку, було не стільки захист інтересів місцевих жителів, скільки збереження навколишнього середовища. Дві групи цілей — захист інтересів місцевих жителів і охорона навколишнього середовища — не пов'язані між собою, але й не повністю збігаються».

## Досягнення

### Реінтродукція видів
За словами Абдула Раззака Хамуда, директора RSCN, через незаконне володіння RSCN вилучила понад 30 птахів і 30 тварин. Багато тварин перевозять через кордон Саудівської Аравії. Коли тварини оздоровлюються, вони знову можуть вийти в дику природу. Як вирішення RSCN вважає, що підвищення обізнаності допоможе видам тварин, які перебувають під загрозою. Метою програми RSCN Nature Guide є надання туристам досвіду природи з перших рук.

### Відновлення сіл
Оскільки значна частина інфраструктури в Дана-Віллідж скомпрометована, RSCN відремонтував будинки в туристичні будівлі, які використовуються для зусиль екологічного туризму. Оригінальні будинки, розташовані в Dana Village, будуть перетворені на місця для туристів, такі як сувенірні магазини, ресторани та готелі, завдяки допомозі USAID у розмірі 2 мільйонів доларів.

## Фінансування та партнерство

### USAID
Із 2000 року USAID підтримує розвиток індустрії екологічного туризму в Йорданії, щоб просувати та фінансувати захист навколишнього середовища, водночас забезпечуючи необхідні економічні можливості у віддалених сільських громадах. RSCN є одним із головних екологічних партнерів USAID. Агентство США з міжнародного розвитку (USAID) підтримало діяльність RSCN у сфері природних заповідників та екотуризму з метою просування та фінансування захисту навколишнього середовища. USAID допомогло RSCN стати регіональним піонером екотуризму. Протягом багатьох років підтримка USAID допомогла RSCN розширити пропозиції в біосферному заповіднику Дана та навколо нього, які тепер включають кемпінг, пішохідні стежки, гостьовий будинок Dana Village, відремонтовані сільські будинки спадщини для туристичних об'єктів, ремісничі майстерні, конференц-центр, музей та екоготель Feynan Lodge. USAID підтримало будівництво центру Wild Jordan в Аммані. Новим компонентом підтримки RSCN від USAID є створення академії для підготовки йорданських гідів із природокористування для покращення охорони, робота з юними йорданцями в природничих клубах і програмах молодших рейнджерів, а також покращення досвіду екотуристів у всіх заповідниках і місцях RSCN. Із 2006 року USAID залучило до Йорданії понад 1 мільярд доларів нових інвестицій через зони економічного розвитку та цільові сектори.

### Інше фінансування
На додаток до фінансування USAID, RSCN та його мережа природних заповідників підтримується низкою проектів Світового банку, реалізованих Глобальним екологічним фондом протягом останніх 15 років. Програма розвитку ООН також фінансувала деякі природоохоронні проекти RSCN.

### Партнерські відносини
RSCN був першим партнером BirdLife International у регіоні та працював у співпраці з BirdLife для здійснення багатьох природоохоронних заходів, виконуючи головну мету BirdLife International — збереження птахів та їх середовищ існування на міжнародному рівні. Наразі всі природні заповідники RSCN класифіковані як території, важливі для птахів (IBA), які призначені для визначення найважливіших територій для збереження птахів у світі. RSCN також є цінним членом Міжнародного союзу охорони природи (IUCN). Нарешті, RSCN працював у співпраці з Міжнародним фондом захисту тварин, працюючи над покращенням захисту біорізноманіття в Йорданії.